# Chó săn Gascony lớn
Chó săn Gascony lớn (tiếng Anh: Great Gascony Blue, tiếng Pháp: Grand Bleu de Gascogne) là một giống chó thuộc loại scenthound, có nguồn gốc ở Pháp và được nuôi để săn bắn. Giống chó ngày nay là hậu duệ của một loại chó săn rất lớn, và là một giống chó quan trọng trong tổ tiên của nhiều loài chó săn khác.

## Mô tả
Chó săn Gascony lớn là một con chó lớn hùng vĩ, một loại săn bắn điển hình của loại cổ nhất, với cơ thể gầy và cơ bắp, chân dài, đầu hơi cong, tai dài và đôi môi rủ xuống. Giống đực cao khoảng 65–72 cm ở các vai, còn giống cáo là 62–68 cm.
Bộ lông của chó săn Gascony lớn có màu trắng đốm đen, tạo ra bề ngoài màu xanh lam. Có nhữngm mảng đen ở hai bên đầu, ở đỉnh đầu là màu trắng hình bầu dục. Lông mày màu nâu vàng. Sự sai lệch về ngoại hình có ảnh hưởng đến sức khỏe và khả năng làm việc của con chó, cũng như thiếu các đặc điểm dự kiến về màu sắc, cấu trúc và kích thước.
Mặc dù giống chó này lớn, nhưng từ "Grand" không nhất thiết phải đề cập tới kích thước của con chó. "Trong hầu hết trường hợp, nó có nghĩa là săn các con mồi lớn". Ngày nay. giống này được nuôi để săn heo rừng, nai và các động vật khác. Chó săn Gascony lớn là giống chó rất lớn với trọng lượng là sanhhkkjahhf 80-120 lbs

### Sức khỏe và tập tính
Không có vấn đề sức khỏe bất thường hoặc ghi nhận sức khỏe cho giống chó này. Tính khí của từng con chó có thể thay đổi.

## Lịch sử
Chó săn Gascony lớn có thể là hậu duệ từ giống chó của những thương nhân người Phoenicia, tổ tiên của nó cùng thời với Chó đánh hơi và Southern Hound, Comte de Foix giữ những con chó này vào thế kỷ 14 và Henri IV của Pháp vào cuối thế kỷ 16 và đầu thế kỷ 17.
Chó săn Gascony lớn có lịch sử lâu dài ở Mỹ, những con chó đầu tiên được nuôi vào thế kỷ 18 ở Mỹ. Gilbert du Motier de La Fayette đã gửi bảy con chó Grand Bleus cho George Washington vào năm 1785.
Chó săn Gascony lớn được chú ý để tập trung vào việc săn lùng, cũng như khứu giác phát triển tốt và đặc biệt là tiếng hú, giống chó này là "theo bản năng một con chó săn". Trong quá khứ, nó được nuôi để săn hươu, chó sói và lợn rừng; ngày nay chủ yếu được nuôi để săn thỏ rừng.
Chó săn Gascony lớn đã có một ảnh hưởng đáng kể đến sự phát triển của một số giống scenthound. Sau Cách mạng Pháp, nó được nuôi để hồi sinh giống chó Saintongeois, tạo ra Gascon Saintongeois, và Chó săn gấu mèo lam được coi là hậu duệ trực tiếp của Grand Bleu. Chó săn Gascony lớn được Sir John Buchanan-Jardine để phát triển Dumfriesshire Hound; ở Anh, bất kỳ con chó bản địa nào có bộ lông màu xanh cẩm thạch được gọi là 'Frenchies'.